# Зворотний бік Місяця

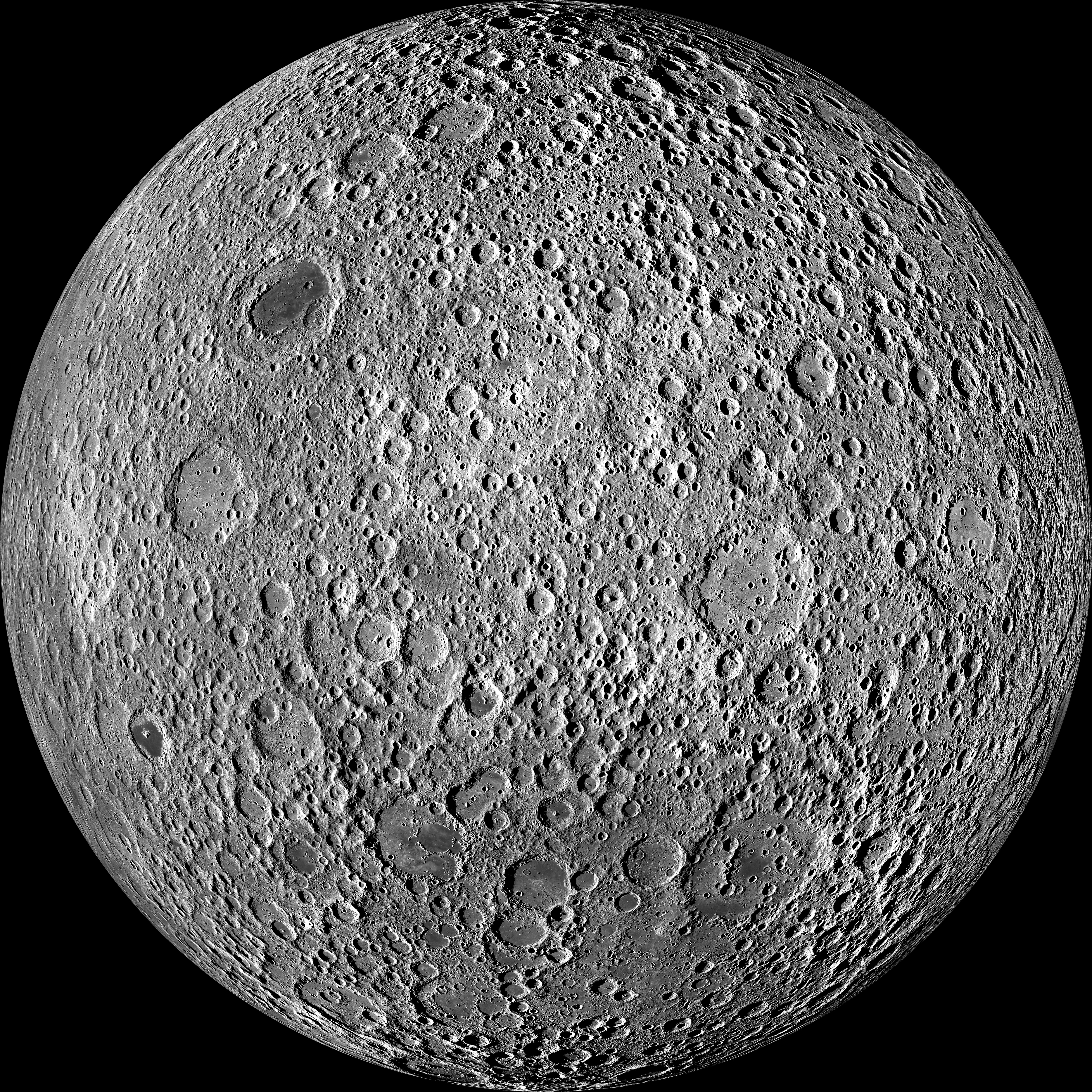
Зворотний бік Місяця (мозаїка знімків LRO).

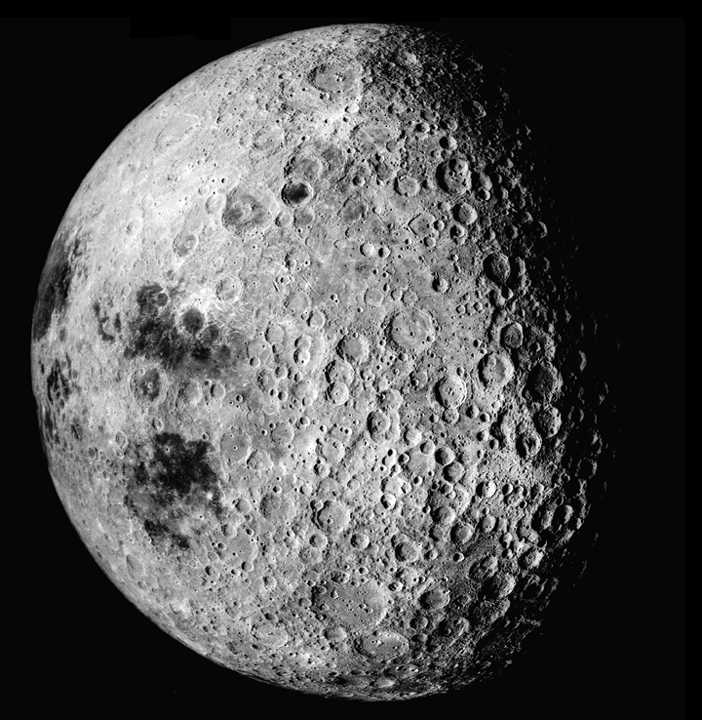
Зворотний бік Місяця (знімок «Аполлона-16»). Зліва видно частину видимого боку з морями Криз, Крайовим та Сміта.

Зворотний бік Місяця — частина місячної поверхні, яку не видно з Землі.

## Загальні відомості
Період обертання Місяця навколо Землі дорівнює періоду його обертання навколо своєї осі, тому до Землі він звернений завжди однією стороною. Морів, на відміну від видимої сторони, майже немає. Іноді її помилково називають темною стороною Місяця (Dark side of the Moon), але це не так: Сонцем ця сторона освітлюється так само, як і видима.
Цікаво, що з Землі можна побачити більше ніж половину місячної поверхні. Оскільки орбіта Місяця довкола Землі еліптична, а не колова, швидкість його орбітального руху змінюється залежно від того, наскільки близько він знаходиться до нашої планети. Швидкість обертання Місяця довкола своєї осі при цьому залишається постійною. Коли Місяць перебуває щонайдалі від Землі, його орбітальна швидкість є невеликою, і цього достатньо, щоб швидкість обертання стала більшою. Це дає спостерігачам на Землі можливість трохи «підглянути» і побачити зворотну половину. Цей ефект руху Місяця носить назву лібрація і дає змогу побачити до 59 % поверхні Місяця із Землі.

## Історія досліджень
У серпні — вересні 1958 року США першими зробили спробу сфотографувати зворотний бік Місяця з близької відстані й відправили в космос перші невеликі зонди «Піонер». На жаль, через несправності ракет-носіїв жоден із літальних апаратів не вийшов на розраховану траєкторію. Але це стало стимулом для С. П. Корольова та його соратників.
4 жовтня 1959 року Радянський Союз здійснив запуск автоматичної міжпланетної станції (АМС) «Луна-3». Приблизно через три доби, 7 жовтня, між 6:30 і 7:10 за московським часом станція виконала фотографування невидимої частини Місяця і передала знімки по телевізійному каналу на Землю. Сигнал із космосу отримували у Сімеїзькій обсерваторії, розташованій у Криму.
Для виконання знімків у Науково-дослідному інституті телевізійної техніки (Санкт-Петербург) була створена спеціальна фототелевізійна апаратура «Енисей». Місяць знімали на плівку, яка оброблялась на борту автоматично. Для фотографування використовувалася трофейна американська кіноплівка шириною в 35 мм, яку отримали з американських розвідувальних аеростатів з фотоапаратурою у 1950-х роках, які були виявлені радянськими військами.
У 1968 році американські астронавти пролетіли над зворотною стороною Місяця на борту космічного корабля «Аполлон-8». Командир Френк Борман, пілот командного модуля Джеймс Ловелл і пілот місячного модуля Вільям Андерс стали першими людьми, які подорожували за межами нижньої навколоземної орбіти.
У місіях на Місяць бере участь також і Японія. Дослідний апарат Kaguya (SELENE — SELenological and ENgineering Explorer) був запущений на орбіту 14 вересня 2007 року. 10 червня 2009 року він впав на поверхню Місяця й розбився, але маючи на борту два менші супутники «Окіна» й «Оуна» (Okina і Ouna), він зробив найдетальніші на той час карти гравітаційного поля Місяця.
18 червня 2009 року з космодрому на мисі Канаверал був здійснений запуск ще одного апарата для дослідження Місяця — Lunar Reconnaissance Orbiter (LBO, Місячний орбітальний розвідник). Зонд перебуває на орбіті на відстані 50 км від поверхні Місяця. Основна задача зонда — збирання інформації про топологію Місяця та особливості середовища, для забезпечення подальшого освоєння Місяця і висадки на його поверхні.
У 2010—2020-х роках Китай системно досліджує зворотний бік Місяця і вперше взяв і доставив на Землю зразки гірських порід (місії «Чан'е»)

## Особливості рельєфу та структури
.

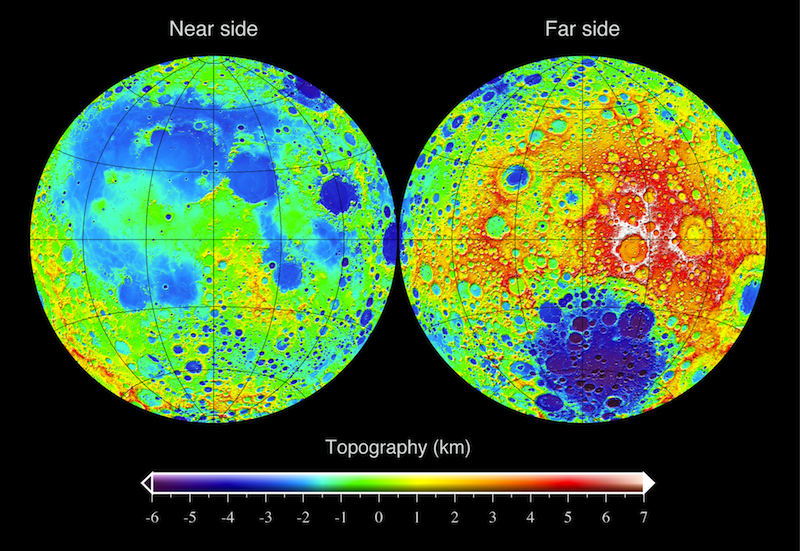
Карта висот Місяця (червоне — височини, синє — низовини). Ліворуч — видимий бік, праворуч — зворотний

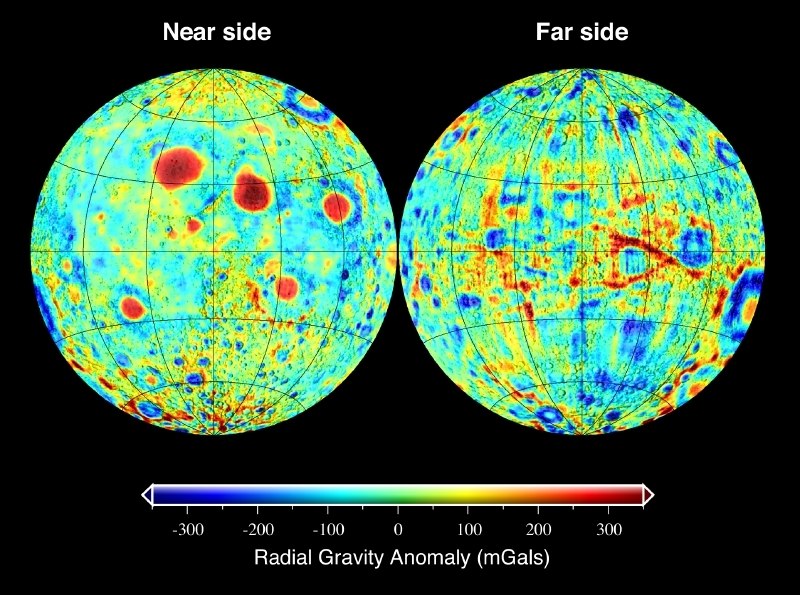
Карта гравітаційного прискорення з поправкою на висоту (перераховано на рівень умовної сфери).

На зворотному боці Місяця значно менше морів, ніж на видимому: там переважає материкова поверхня (світлі височини, всіяні кратерами). Тут є два невеликих моря — Море Москви та Море Мрії — та окремі менші морські ділянки, зокрема, Озеро Забуття, Озеро Задоволення та Озеро Самотності. На краях цього боку супутника лежать Море Південне та Море Східне, а його південну частину займає найбільший місячний кратер — басейн Південний полюс — Ейткен, багатий на дрібні морські ділянки. Серед кратерів із офіційною назвою 10 найбільших розташовані саме на цьому боці Місяця.
На зворотному боці Місяця більший діапазон висот: там знаходяться і найвища, і найнижча точки поверхні супутника. Найвищою є ділянка на східному краю кратера Енгельгардт (5°24′45″ пн. ш. 158°38′01″ зх. д. / 5.4125° пн. ш. 158.6335° зх. д.): її висота — 10,786 км. Найглибша точка (−9,117 км) — дно безіменного 13-кілометрового кратера на дні кратера Антоніаді, що лежить всередині басейну Південний полюс — Ейткен (70°21′36″ пд. ш. 172°29′33″ зх. д. / 70.360° пд. ш. 172.4926° зх. д.) (наведені висоти виміряні відносно сфери радіусом 1737,4 км). Таким чином, повний інтервал висот на Місяці складає 19,9 км.
Кора цього боку Місяця товща (за винятком басейну Південний полюс — Ейткен). Відрізняється він і характером гравітаційного поля. На видимій стороні Місяця є зони збільшеної гравітації в формі чітких плям. Вони зумовлені виходами щільних порід і чітко локалізовані. А ось на зворотній стороні зони підвищеної і зменшеної гравітації розкидані у вигляді концентричних кілець по поверхні.

## Іменовані території
- Ейткен (кратер))
- Амічі (кратер)
- Анучін (кратер)
- Аполлон (кратер)
- Авогадро (місячний кратер)
- Белькович (місячний кратер)
- Білопільський (місячний кратер)
- Бергстранд (місячний кратер)
- Беркнер (місячний кратер)
- Біркгофф (місячний кратер)
- Б'єркнес (місячний кратер)
- Бок (місячний кратер)
- Кемпбелл (місячний кратер)
- Кантор (місячний кратер)
- Карно (місячний кратер)
- Кассегрен (місячний кратер)
- Чандлер (місячний кратер)
- Чаппелл (місячний кратер)
- Чернишів (місячний кратер)
- Комрі (місячний кратер)
- Басейн Кулона-Сартона
- Крукс (місячний кратер)
- Д'Аламбер (місячний кратер)
- Дедал (місячний кратер)
- Девіссон (місячний кратер)
- Дельпорт (місячний кратер)
- Дайсон (місячний кратер)
- Еллерман (місячний кратер)
- Емден (місячний кратер)
- Есно-Пельтері (місячний кратер)
- Фінсен (місячний кратер)
- Флемінг (кратер)
- Фаулер (місячний кратер)
- Фрідман (місячний кратер)
- Герасимович (місячний кратер)
- Гульстранд (місячний кратер)
- Хайн (місячний кратер)
- Хегу (місячний кратер)
- Герцшпрунг (місячний кратер)
- Г. Г. Уеллс (місячний кратер)
- Гіпократ (місячний кратер)
- Узо (місячний кратер)
- Ікар (місячний кратер)
- Іоффе (місячний кратер)
- Іжак (місячний кратер)
- Дженнер (кратер)
- Камерлінг Оннес (місячний кратер)
- Кірквуд (місячний кратер)
- Клют (місячний кратер)
- Кольхерстер (місячний кратер)
- Комаров (місячний кратер)
- Корольов (кратер)
- Ковалевська (місячний кратер)
- Куглер (місячний кратер)
- Кулик (місячний кратер)
- Ламб (місячний кратер)
- Озеро Задоволення
- Озеро Забуття
- Ландер (місячний кратер)
- Ланжевен (місячний кратер)
- Лебедєв (місячний кратер)
- Лейбніц (місячний кратер)
- Лукрецій (місячний кратер)
- Південний полюс Місяця
- Максутов (місячний кратер)
- Мак-Келлар (місячний кратер)
- Море Південне (Місяць)
- Море Холоду
- Море Гумбольдта
- Море Мрії
- Море Москви
- Море Східне
- Менделєєв (кратер)
- Майкельсон (місячний кратер)
- Кордильєри (Місяць)
- Гори Рука
- Монс Тай[8][9]
- Ніколсон (місячний кратер)
- Нісіна (місячний кратер)
- Ом (місячний кратер)
- Оппенгеймер (місячний кратер)
- Орем (місячний кратер)
- Млинець (місячний кратер)
- Параскевопулос (місячний кратер)
- Паренаго (місячний кратер)
- Пацаєв (місячний кратер)
- Перрайн (місячний кратер)
- Петтіт (місячний кратер)
- Пірке (місячний кратер)
- Погсон (місячний кратер)
- Прістлі (місячний кратер)
- Кетле (місячний кратер)
- Роуланд (місячний кратер)
- Сартон (місячний кратер)
- Шлезінгер (місячний кратер)
- Шалер (місячний кратер)
- Штернберг (місячний кратер)
- Шулейкін (місячний кратер)
- Снядецький (місячний кратер)
- Зоммерфельд (місячний кратер)
- Басейн Південний полюс — Ейткен
- Стеббінс (місячний кратер)
- Столетів (місячний кратер)
- Свердруп (місячний кратер)
- Тяньцзінь (місячний кратер)
- Тихів (місячний кратер)
- Титов (місячний кратер)
- Цінгер (місячний кратер)
- Ціолковський (місячний кратер)
- Тіндаль (місячний кратер)
- Валліс Бувар (місячний кратер)
- Долина Інгірам
- Вант-Гофф (місячний кратер)
- Ван де Грааф (місячний кратер)
- Ван дер Ваальс (місячний кратер)
- Вавілов (місячний кратер)
- Вертрегт (місячний кратер)
- Віртанен (місячний кратер)
- Волков (місячний кратер)
- Фон Карман (місячний кратер)
- Вон Зейпель (місячний кратер)
- Ван-Гу (місячний кратер)
- Вінер (місячний кратер)
- Райт (місячний кратер)
- Ямамото (місячний кратер)
- Женю (місячний кратер)